# Robert Darnton

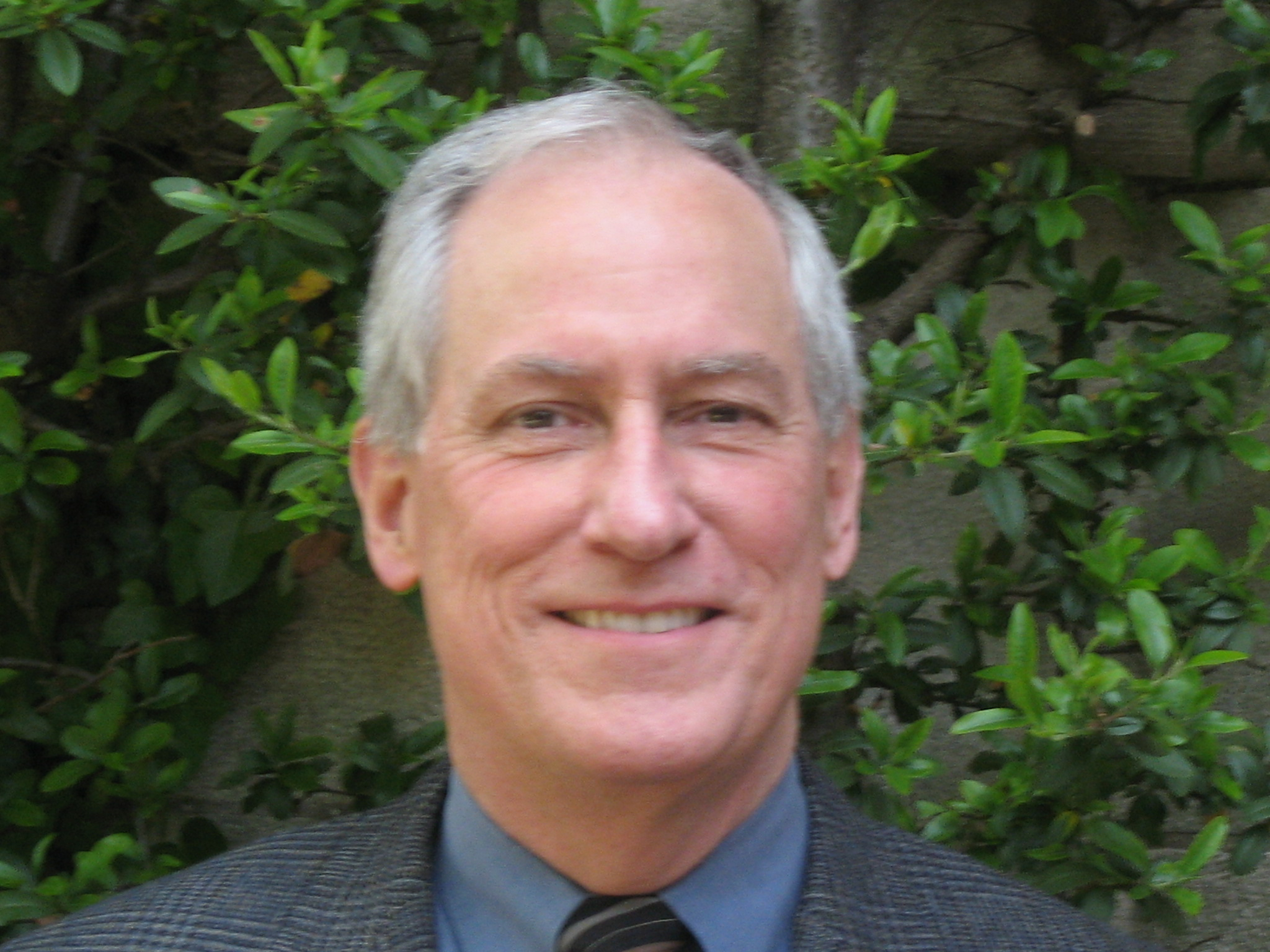
Robert Darnton

Robert Darnton (New York, 10 mei 1939) is een Amerikaans historicus. Hij studeerde in Harvard en Oxford, was een jaar journalist bij The New York Times, was docent aan Harvard en is nu hoogleraar Europese geschiedenis in Princeton. Zijn specialisatie is de literaire geschiedenis van de Franse Verlichting alsmede geschiedenis van het boek.
Zo heeft hij een studie gemaakt over het verboden boek aan de vooravond van de Franse Revolutie. Hij verzet zich tegen de opvatting die bij sommige historici leeft dat er een causaal verband bestaat tussen de verspreiding van Verlichtingsliteratuur en het uitbreken van de Franse Revolutie. Darnton gaat ervan uit dat het gedrukte boek en het lezen slechts elementen zijn in een breder communicatienetwerk. De drukwerken van de Verlichting waren maar een van de media die de publieke opinie hebben beïnvloed.
Bovendien wijst hij erop dat het moeilijk is het leesproces te taxeren. Hij verwerpt alleszins de opvatting van de 'passieve lezer'. De lezer neemt niet louter de inhoud van wat hij leest over. Hij interpreteert ten eerste de inhoud op zijn eigen manier, bovendien gaat de lezer de inhoud steeds in meerdere of mindere mate kritisch benaderen.
In 1983 hield Robert Darnton in Leiden de Huizingalezing onder de titel 'The Meaning of Mother Goose'. In 1995 werd Darnton verkozen tot lid van de Académie royale de langue et de littérature françaises de Belgique. Darnton was van 1 juni tot 31 augustus 2006 als fellow verbonden aan de Koninklijke Bibliotheek te Den Haag.